# Jula Wildberger
Jula Wildberger (* 15. September 1962 in Frankfurt am Main) ist eine deutsche Klassische Philologin.

## Leben
Wildberger studierte ab 1981 Latein, Griechisch und Philosophie, später auch Jura und Alte Geschichte an der Johann Wolfgang Goethe-Universität Frankfurt am Main. Das Studium schloss sie als Magister artium ab. Ab 1995 war sie an der Frankfurter Universität beschäftigt, zunächst bis 1998 als wissenschaftliche Angestellte, dann bis 2004 als wissenschaftliche Assistentin. Währenddessen erfolgte 1997 ihre Promotion zum Dr. phil. in Latein, Griechisch und Alter Geschichte an der Julius-Maximilians-Universität Würzburg; 2004 folgte die Habilitation im Fach Klassische Philologie an der Universität Frankfurt. Mit Abschluss der Habilitation wurde sie in Frankfurt zur Privatdozentin ernannt. 2004/2005 vertrat sie eine Professur für Latinistik an der Rheinischen Friedrich-Wilhelms-Universität Bonn. Anschließend lehrte sie zwei Jahre lang im Vereinigten Königreich, zunächst an der University of Glasgow, dann am University College London und schließlich wieder in Glasgow. Während ihrer Zeit am University College London erwarb sie 2006 das Certificate in Learning and Teaching in Higher Education. Von 2007 bis mindestens 2022 lehrte sie an der American University of Paris, wo sie zunächst Associate Professor für Klassische Philologie und Komparatistik war und 2010 zum Full Professor in diesen Fächern ernannt wurde. Mit Stand Februar 2024 wird sie dort auf der Website als emeritiert  gelistet.

## Schriften
- Ovids Schule der ‘elegischen’ Liebe: Erotodidaxe und Psychagogie in der Ars amatoria. Peter Lang, Frankfurt am Main u. a. 1998.
- Lukian, Symposion. Griechisch/Deutsch. Philipp Reclam jun., Stuttgart 2005.
- Seneca und die Stoa. Der Platz des Menschen in der Welt. 2 Bände, Walter de Gruyter, Berlin/New York 2006.
- Seneca, De ira/Über die Wut. Lateinisch/Deutsch. Philipp Reclam jun., Stuttgart 2007.
- The Stoics and the State. Nomos, Baden-Baden 2018.